# Francesinha
La francesinha és una espècie de sandvitx típic de la cuina portuguesa moderna. Va néixer a la ciutat de Porto a mitjan segle xx.
Consisteix en un entrepà de pa de motlle torrat, farcit amb diversos embotits i carns com pernil dolç, mortadel·la d'olives, filet de vedella o porc, llangonissa... Aquest entrepà és cobert amb formatge, es gratina i es banya en una salsa picant feta, principalment, de cervesa i tomàquet. A vegades s'hi afegeix un ou ferrat damunt o sota el formatge, i se sol acompanyar amb patates fregides i una cervesa. Hi ha varietats, com la francesinha poveira.

## Història
La francesinha va ésser inventada als anys 60. Hi ha diverses teories sobre el seu origen però la més consensuada recau sobre el cuiner Daniel David Silva. Aquest va emigrar a França a treballar i un cop va tornar a Portugal, va decidir donar un toc especial a un plat típic francès anomenat croque-monsieur, un sandvitx semblant al biquini. Aquesta teoria té una ampliació que diu que el cuiner es va basar, per donar forma i gust al plat, en les dones franceses, que sempre anaven vestides d'una manera molt atractiva i picant.

## La salsa
La salsa de la francesinha és normalment una especialitat secreta de cada restaurant, però la base comuna és sempre cervesa i en la majoria també tomàquet. A més moltes vegades se li afegeixen espècies que li confereixen al plat la seva picantor característica. Alguns supermercats venen salsa de francesinha ja preparada.